# Босански-Петровац
Босански-Петровац (босн. , серб. и хорв. Bosanski Petrovac / Босански Петровац), с 31 октября 1992 по 15 сентября 1995 назывался просто Петровац — город в Боснии и Герцеговине, расположенный в одноимённой общине на северо-западе Федерации Боснии и Герцеговины в Унско-Санском кантоне. Население по предварительным данным 2013 года составляет 7946 человек.

## География
Город располагается на перекрёстке дорог, связывающих города Бихач, Яйце и Книн на Петровацкой равнине, между горами Осьеченица, Клековача и Грмеч, на высоте 664 м над уровнем моря. К северу располагается гора Грмеч, к западу — Рисовац и Цава, к югу — Осьечница. Преобладает густая растительность, очень много лесов (лесное хозяйство и составляет основу экономики города и общины). Преобладают карстовые формы рельефа, водные ресурсы очень ограничены.

## История
История Босански-Петроваца восходит ко временам Древнего Рима: на его территории пересекались важные торговые пути. В X веке это место упоминается под названием Псет в трудах византийского императора Константина VII Багрянородного. На территории города археологами были обнаружены различные античные усыпальницы и многочисленные монеты эпохи Рима.
В средние века на месте города располагалось местечко Бьелай (или Билай), упоминаемое впервые в 945 году. Многие средневековые здания сохранились и в настоящее время. В 1334 году в летописях упоминается город, называемый на латыни St. Petri de eodem. С 1520 по 1530 годы город был завоёван турками-османами и вошёл в состав кадилука Новосел. В 1878 году город был передан вместе с землями Боснии и Герцеговины в состав Австро-Венгрии, а в 1905 году часть его была разрушена австрийцами в рамках перестройки.
В XX веке в городе наладилась текстильная промышленность. В годы Второй мировой войны город стал оплотом партизанского движения: там состоялся Первый съезд военных медиков НОАЮ 25 сентября 1942, 1 ноября там же была образована 1-я пролетарская дивизия НОАЮ, а с 6 по 8 декабря 1942 состоялся Первый съезд Женского антифашистского фронта. С сентября по декабрь 1942 в городе проживал Иосип Броз Тито, что сделало город временной столицей партизанских земель.
Город также прославился тем, что на его территории или в одноимённой общине родились 23 Народных героя Югославии. Им был установлен памятник после войны в городе, где располагались статуи Народных героев. 15 сентября 1995 после бомбардировок часть парка была разрушена войсками Боснии и Герцеговины.

## Известные уроженцы
- Йован Биелич, художник
- Скендер Куленович, писатель и поэт
- Ахмет Хромаджич, писатель
- Маринко Роквич, певец
- Марко Ступар, художник
- Николай (Мрджя), митрополит Дабро-Боснийский
- Хризостом (Евич), епископ Зворницко-Тузлинский

### Народные герои Югославии
| Имя и фамилия       | Место рождения        | Обстоятельства гибели                | Дата награждения |
| ------------------- | --------------------- | ------------------------------------ | ---------------- |
| Радивой Родич       | Крнеуша, Петровац     | Агичи, 1942                          | 1953             |
| Здравко Челар       | Рашиновац, Петровац   | Йошавка, 1942                        | 1942             |
| Махмут Ибрахимпашич | Бьелай, Петровац      | Белград (Белградская операция), 1944 | 1944             |
| Миладин Зорич       | Орашко-Брдо, Петровац | Сремский фронт, 1945                 | 1945             |
| Джуран Ковачевич    | Буковача, Петровац    | пережил войну                        | 1945             |
| Пане Джукич         | Каплюв, Петровац      | пережил войну                        | 1951             |
| Никола Каранович    | Пркоси, Петровац      | пережил войну                        | 1951             |
| Светко Качар        | Бара, Петровац        | Граджевине-на-Ибре, 1944             | 1951             |
| Милан Чуп           | Ведро-Поле, Петровац  | Враница, 1944                        | 1951             |
| Владо Байич         | Бара, Петровац        | пережил войну                        | 1952             |
| Никола Войводич     | Орашко-Брдо, Петровац | Ораховац-код-Праче, 1943             | 1953             |
| Илия Дошен          | Ведро Поље, Петровац  | пережил войну                        | 1953             |
| Драго Джукич        | Медено-Поле, Петровац | пережил войну                        | 1953             |
| Марко Йокич         | Водженица, Петровац   | Дрвар (Операция «Ход конём»), 1944   | 1953             |
| Богдан Капелан      | Рашиновац, Петровац   | Ужице (Ужицкая республика), 1941     | 1953             |
| Мирко Кесич         | Медено-Поле, Петровац | Биоска, 1944                         | 1953             |
| Перо Кецман         | Буковача, Петровац    | Деветак, 1943                        | 1953             |
| Миле Латинович      | Ясеновац, Петровац    | Товарник, 1944                       | 1953             |
| Триво Латинович     | Бравско, Петровац     | Ключ, 1943                           | 1953             |
| Драго Мажар         | Крњеуша, Петровац     | пережил войну                        | 1953             |
| Джуро Печанац       | Сувая, Петровац       | Бравско, Петровац, 1942              | 1953             |
| Бранко Сурла        | Врточе, Петровац      | Мионица, 1944                        | 1953             |
| Васо Келечевич      | Оштрель, Петровац     | Оштрель, Петровац, 1941              | 1953             |